# Fermoselle
Fermoselle és un municipi de la província de Zamora, a la comunitat autònoma de Castella i Lleó. Limita al nord amb Villar del Buey i Portugal, al sud-oest amb Villarino de los Aires, al sud amb Trabanca i al sud-est amb Almendra

## Demografia
| 1991 | 1996 | 2001 | 2004 |
| ---- | ---- | ---- | ---- |
| 1981 | 1782 | 1615 | 1552 |